# Sioux megye (Iowa)
Sioux megye az Amerikai Egyesült Államokban, azon belül Iowa államban található. Lakosainak száma 35 872 fő (2020. április 1.). Sioux megye Lincoln, Union, Plymouth, Lyon, Osceola, O’Brien és Cherokee megyékkel határos.

## Népesség
A megye népessége az elmúlt években az alábbi módon változott:
| Lakosok száma | 33 716 | 34 029 | 34 370 | 34 547 | 34 937 | 35 872 |
|               | 2010   | 2011   | 2012   | 2013   | 2015   | 2020   |